# SLATEC
SLATEC (SLATEC Common Mathematical Library) はFORTRAN77で書かれた1400個以上の汎用数学／統計ルーチンからなるライブラリである。米国政府の研究機関で開発され、現在はパブリック・ドメインである。最新のバージョンは 4.1 (1993年7月リリース) である。